# BFM TV
BFM TVは、フランスのニュース専門局。

## 概要
BFMTVは1日1,000万人の視聴者を抱え、フランスのみならず、世界の情勢を伝えているほか、フランス本土と領土の天気を伝えている。
BFMTVは2004年12月14日に設立し、ネクストラジオTVにより翌年5月5日に視聴覚最高評議会の認可を得て11月28日開局。ちなみにBFMは「Business FM」の略である。 
2011年にはFOXニュースと提携。

## 不祥事
2020年4月4日、中国で新型コロナ犠牲者の追悼行事を放送中、論説委員兼経済学者であるエマニュエル・ル・シープルはマイクの音声が入ってないと思い、同僚に対し「彼らはポケモンを埋葬している。」と発言した。不適切な発言をしたとして、停職1週間の処分にした。環球時報によるとピカチュウが黄色であることから欧米で黄色人種を表す際に使われ、ヨーロッパ人は中国人の容姿を幼く感じ、カートゥーンをはじめ多くのアニメで中国人を形容するのが好きと指摘した。